# Eddermys Sanchez
Eddermys Sanchez (* 25. März 1980 in Sancti Spíritus, Kuba) ist ein ehemaliger belizischer Judoka.
Bei den Olympischen Sommerspielen 2012 in London trat er im Wettbewerb der Männer bis 66 kg an und schied in der zweiten Runde aus.